# Coppa d'Austria di pallacanestro maschile
La ÖBV-Cup, nota dal 2005 come Chevrolet-Cup per esigenze sponsorizzative, è la coppa nazionale austriaca di pallacanestro. Viene organizzata annualmente, a cura della ÖBV, dal 1994.
Vi partecipano 4 squadre, ed è disputata in genere a fine gennaio con la formula delle final four, simile a quella della Coppa Italia, dove però le partecipanti sono otto. La squadra vincitrice contende la Supercoppa alla squadra campione nazionale.

## Storia
Dopo aver battuto i Kapfenberg Bulls per 77-68 nella finale dell'edizione 2010 e i Fürstenfeld Panthers per 69-64 nella finale dell'edizione 2011, il Gmunden ha conquistato la sua terza coppa consecutiva, la sesta in totale, sconfiggendo per 74-58 il Graz.

## Albo d'oro
- 1994  UKJ Sankt Pölten
- 1995  Oberwart Gunners
- 1996  UKJ Sankt Pölten
- 1997  Traiskirchen Lions
- 1998  UKJ Sankt Pölten
- 1999  Oberwart Gunners
- 2000  Traiskirchen Lions
- 2001  Traiskirchen Lions
- 2002  Mattersburg 49ers
- 2003  Swans Gmunden
- 2004  Swans Gmunden
- 2005  Oberwart Gunners
- 2006  WBC Wels
- 2007  Kapfenberg Bulls
- 2008  Swans Gmunden
- 2009  Pant. Fürstenfeld
- 2010  Swans Gmunden
- 2011  Swans Gmunden
- 2012  Swans Gmunden
- 2013  Klosterneuburg
- 2014  Kapfenberg Bulls
- 2015  Güssing Knights
- 2016  Oberwart Gunners
- 2017  Kapfenberg Bulls
- 2018  Kapfenberg Bulls
- 2019  Kapfenberg Bulls
- 2020  Kapfenberg Bulls
- 2021  Oberwart Gunners
- 2022  BC Vienna
- 2023  Swans Gmunden
- 2024  WBC Wels

## Vittorie per club
| Squadra            | Vittorie | Anni                                     |
| ------------------ | -------- | ---------------------------------------- |
| Swans Gmunden      | 7        | 2003, 2004, 2008, 2010, 2011, 2012, 2023 |
| Kapfenberg Bulls   | 6        | 2007, 2014, 2017, 2018, 2019, 2020       |
| Oberwart Gunners   | 5        | 1995, 1999, 2005, 2016, 2021             |
| Traiskirchen Lions | 3        | 1997, 2000, 2001                         |
| UKJ Sankt Pölten   | 3        | 1994, 1996, 1998                         |
| WBC Wels           | 2        | 2006, 2024                               |
| Güssing Knights    | 1        | 2015                                     |
| Klosterneuburg     | 1        | 2013                                     |
| Pant. Fürstenfeld  | 1        | 2009                                     |
| Mattersburg 49ers  | 1        | 2002                                     |
| BC Vienna          | 1        | 2022                                     |